# Dizzy Gillespie
Pour les articles homonymes, voir Gillespie.

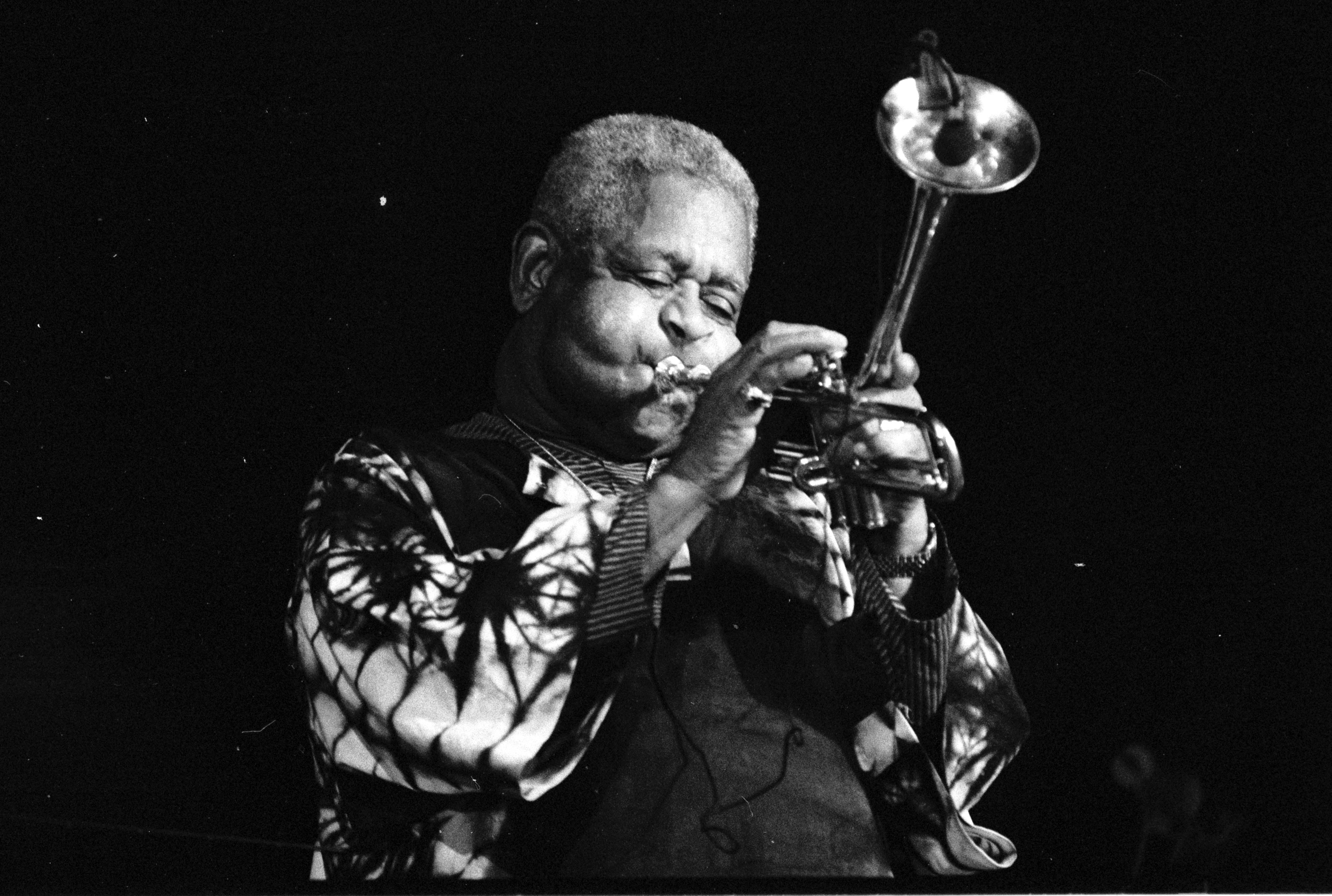
Dizzy Gillespie en 1991

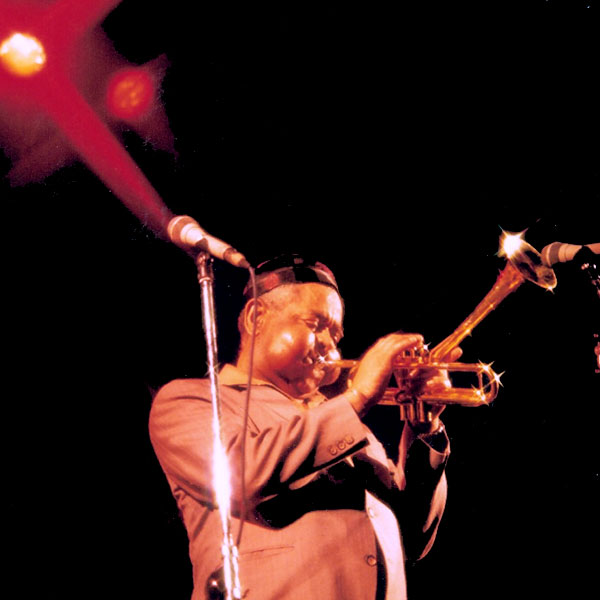
Dizzy Gillespie en 1988

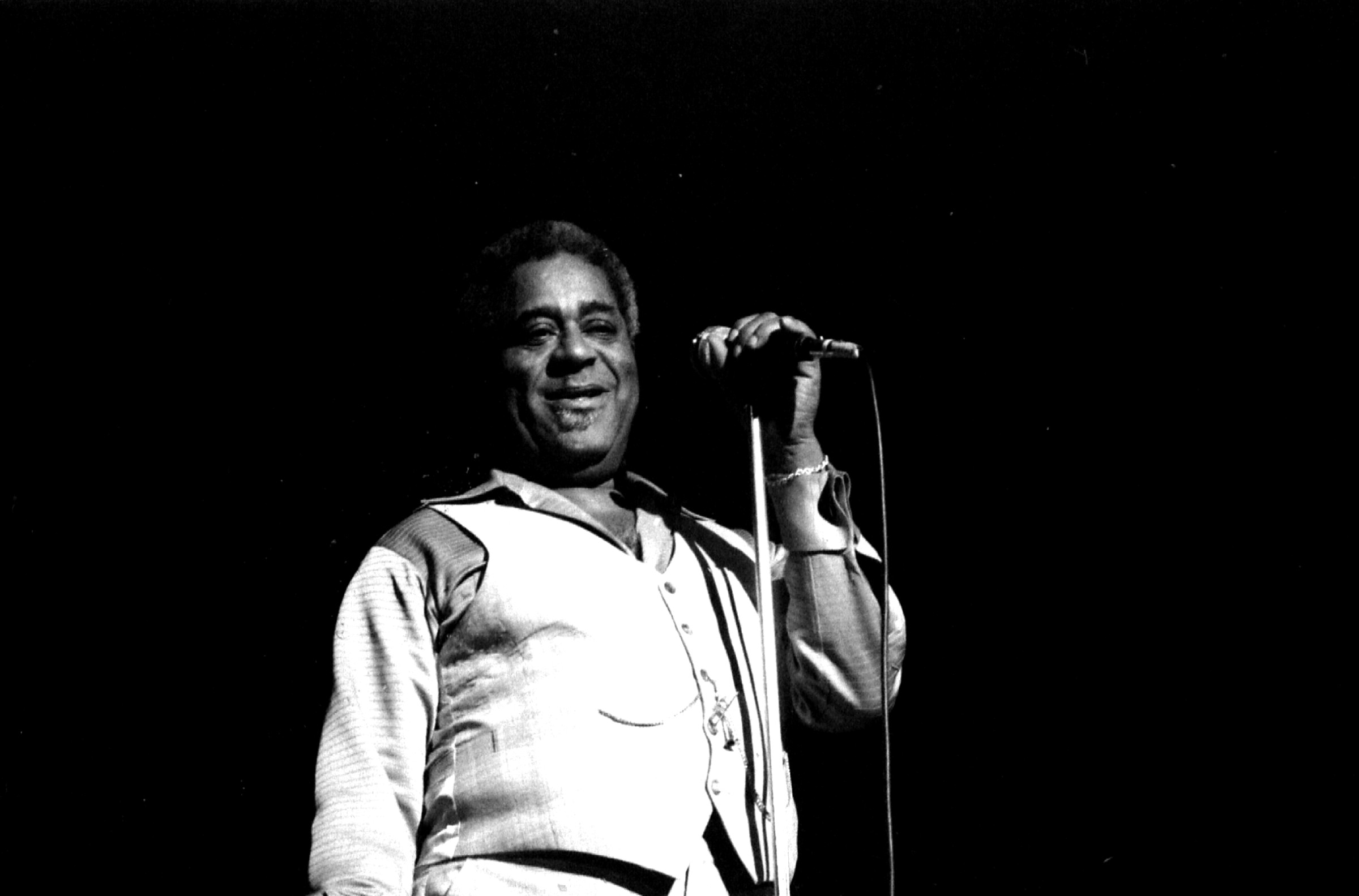
Dizzy Gillespie en 1978

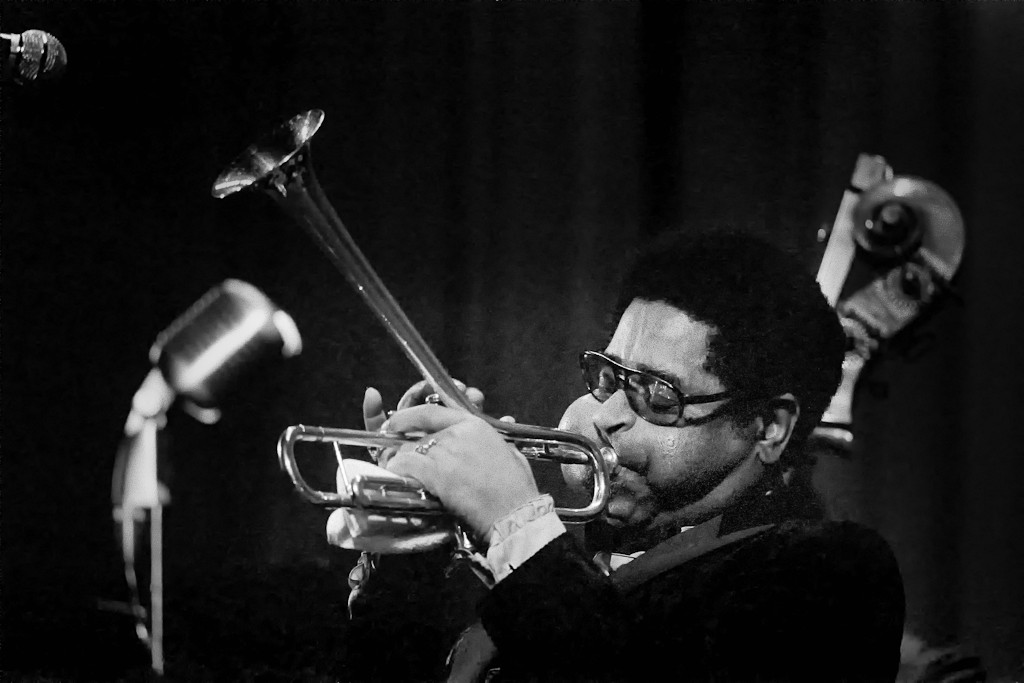
Dizzy Gillespie en 1971, The Giants of Jazz, Sigma 7

John Birks Gillespie dit Dizzy Gillespie, né à Cheraw (Caroline du Sud) le 21 octobre 1917 et mort le 6 janvier 1993 à Englewood (New Jersey), est un trompettiste, auteur-compositeur-interprète et chef d'orchestre de jazz américain.
Avec Louis Armstrong, Roy Eldridge, Miles Davis et Clifford Brown, il est l'un des plus importants trompettistes de l'histoire du jazz.
Avec Charlie Parker,  il est une des figures fondatrices du style bebop et il a contribué à introduire les rythmes afro-cubains dans le jazz.
Dizzy Gillespie se distinguait en particulier par sa trompette au pavillon incliné vers le haut, évènement accidentel. Ses joues gonflées, sa joie de vivre et son humour ravageur sont pour beaucoup dans sa popularité auprès du public. En tant que trompettiste, il est considéré comme un virtuose de l'instrument.

## Biographie

### Jeunesse et formation
John Birks « Dizzy », est le benjamin des neuf enfants, de James Gillespie, un maçon et un musicien occasionnel, et de Lottie Gillespie. Dizzy apprend le piano dès l'âge de quatre ans, son père dirige en tant qu'amateur un orchestre et lui apprend les bases de la musique,.
Il commence la trompette à l'âge de 12 ans en autodidacte et parvient à gagner une bourse pour le Laurinburg Institute (en) (Caroline du Nord) où il étudie le piano et la trompette. Il quitte l'institut en 1935 pour rejoindre sa famille qui s'est installée à Philadelphie dans l'état de Pennsylvanie. Après avoir écouté Roy Eldridge à la radio, il décide de devenir un trompettiste de jazz.

### Débuts
Gillespie commence sa carrière de trompettiste professionnel en étant engagé au sein de l'orchestre de Frank Fairfax (en) où il fait la connaissance de Charlie Shavers, qui comme lui est au pupitre des trompettes et qui lui apprend les solos de Roy Eldridge. C'est au sein de cet orchestre que le pianiste Bill Doggett le surnomme Dizzy (le dingue) du fait qu'il amenait sa trompette dans un sac en papier, au lieu de l'étui traditionnel, et le surnom ne le quittera plus.
En 1937, Dizzy quitte Philadelphie pour se rendre à New York, la capitale du jazz, après un essai infructueux au sein de l'orchestre de Lucky Millinder, il est embauché par Teddy Hill pour remplacer Roy Eldridge au sein de son big-band, Roy n'étant pas disponible pour une tournée européenne,.
La même année, le 17 mai, il figure sur un premier enregistrement de l'orchestre de Teddy Hill, King Porter Stomp, pour le label Bluebird,.
De retour en Europe en 1938, Dizzy travaille dans diverses formations ; travaillant pour le big-band de Chick Webb, il fait la connaissance du trompettiste cubain Mario Bauza qui lui fait découvrir la musique cubaine. Lorsque Mario Bauza est engagé par Cab Calloway, avec le soutien de Chu Berry, il persuade ce dernier d'embaucher Dizzy, collaboration qui durera de 1939 à 1941,.
Dizzy est crédité sur trois enregistrements du Cab Calloway Orchestra (en) : Jiveformation Please / I Ain't Gettin' Nowhere Fast (novembre 1939) pour le label Vocalion Records, Pickin' the Cabbage / Paradiddle, qui sont ses premières compositions enregistrées (avril 1940) toujours pour le label Vocalion, enfin Come On With the "Come On" / A Ghost of a Chance (août 1940) pour le label Okeh Records,.
En 1941, il est finalement renvoyé à la suite d'une altercation avec Cab Calloway qui n'apprécie guère ses envolées qu'il qualifiait de chinoiseries,,,,.
Gillespie joue alors dans diverses formations, comme celle de Duke Ellington, et écrit des arrangements pour Woody Herman.
Avec Bud Powell, Charlie Parker ou Thelonious Monk, il fréquente la pianiste et compositrice Mary Lou Williams, qui lui donne des conseils et accompagne cette nouvelle génération de musiciens, qu'elle invite à son émission de radio hebdomadaire sur WNEW, Mary Lou Williams's Piano Workshop.
Mais en peu de temps, Gillespie ajoute ses propres ingrédients : vitesse d’exécution, acrobaties musicales, harmonies originales. Il développe son propre style et son talent lui rapporte de jolis contrats au sein d’orchestres triés sur le volet. Celui qu’il crée en 1946 rassemble notamment Thelonious Monk, Milt Jackson et John Coltrane.

### Naissance du Bebop
Il joue avec Charlie Parker dans des clubs de jazz tels que Minton's Playhouse et Monroe's Uptown House (le berceau du bebop). Ses compositions (Groovin' High, Woody n' You, Anthropology, Salt Peanuts, et A Night in Tunisia) sonnent de manière radicalement différente du swing de l'époque. Un de leurs premiers concerts (au New York's Town Hall le 22 juin 1945) est seulement sorti en 2005. Gillespie enseigne le nouveau style à de jeunes musiciens de la 52e rue, dont Miles Davis et Max Roach.
Le groupe se sépare, après un séjour au Billy Berg Club à Los Angeles où le bebop reçoit un accueil mitigé.
Contrairement à Parker, qui aime jouer dans des petites formations et occasionnellement en tant que soliste dans des big bands, Dizzy Gillespie préfère diriger un big band. Il tente l'expérience pour la première fois en 1945, mais le succès n'est pas au rendez-vous.
Après ses travaux avec Charlie Parker, Gillespie mène d'autres petites formations avec des musiciens tels que Milt Jackson, John Coltrane, Lalo Schifrin. Il apparaît également fréquemment en tant que soliste au Jazz at the Philharmonic sous la direction de Norman Granz.
Le 11 mars 1952, Gillespie quitte les États-Unis pour la France. Il est invité par Charles Delaunay pour jouer au Salon du Jazz. Gillespie qui n'a pas d'autre engagement à Paris en profite pour créer son troisième big band. Grâce à ses succès, il peut enregistrer dans les lieux les plus prisés de Paris (comme au Théâtre des Champs-Élysées). En 1953, il revient aux États-Unis après une série de concerts et d'enregistrements.
Cet épisode parisien le conforte également dans son idée de pouvoir être leader de big band. Il sera pendant des années le meilleur ami du trompettiste français Roger Guérin. Il participera au Grand Échiquier, l'émission de télévision de Jacques Chancel, en même temps que le célèbre trompettiste classique Maurice André.

### Jazz afro-cubain
Dès la fin des années 1940, Gillespie est impliqué dans le mouvement appelé « musique afro-cubaine ». En 1947, il écrit Manteca avec Chano Pozo et jette ainsi les bases du jazz afro-cubain. En 1956, Gillespie reçoit du département d'État américain la tâche d'aller faire découvrir le jazz en Yougoslavie, au Moyen-Orient et en Amérique du Sud.
Gillespie se déclare candidat à l'élection présidentielle aux États-Unis de 1964. Il promet que, s'il est élu, la Maison Blanche serait renommée The Blues House, que Ray Charles serait nommé président de la bibliothèque du Congrès, Miles Davis directeur de la CIA, et Malcolm X Attorney General, avant de se retirer en faveur de Lyndon B. Johnson.
Il se convertit au bahaïsme quelques années plus tard et poursuit sa carrière jusqu'au début des années 1990. Pendant cette période, il alterne entre petites formations et big bands, et aide plusieurs jeunes musiciens à faire leurs preuves (Jon Faddis , Danilo Pérez , Antonio Hart , Lewis Nash , etc.).

### Vie privée
En 1937, Dizzy rencontre Lorraine Willis, danseuse dans l'orchestre d'Edgar Hayes, ils se marient le 9 mai 1940, elle devient sa muse et la gestionnaire financière et commerciale de sa carrière, Dizzy dira d'elle « Lorraine knows how to handle money, […] Without her, I wouldn't have a quarter / Lorraine sait comment gérer l'argent […] sans elle je n'aurais pas un sou »,.
En 1953, il entame une liaison avec la compositrice Connie Bryson, de cette relation naît une fille Jeanie Bryson le 10 mars 1958 qui deviendra une chanteuse de jazz. Dizzy participera à son éducation,,,.
Dizzy décède des suites d'un cancer du pancréas, le 6 janvier 1993, à hôpital Englewood Hospital and Medical Center (en) d'Englewood (New Jersey),,.
Dizzy Gillespie repose au Cimetière de Flushing de New York aux côtés de sa mère Lottie, sa veuve Lorraine Willis Gillespie les rejoint à sa mort en 2004,
Un hommage lui est rendu au Cannet, les 2 et 3 juillet 1993, par l'United Nation Orchestra conduit par Paquito D'Rivera et les Jazz Mastersz conduits par Slide Hampton. Lorraine Gillespie assiste à cet hommage ; Paquito D'Rivera interpréta pour la première fois A Night In Engelwood, son hommage personnel à Dizzy.
Un buste en bronze de Dizzy Gillespie est en place sur les lieux des concerts, au Cannet dans le jardin du Tivoli.

## Prix et distinctions (sélection)
- 1944 : lauréat du New Star Award décerné par le magazine Esquire[3].
- 1975 : lauréat du Grammy Award, catégorie meilleure prestation de soliste, pour l'album Oscar Peterson And Dizzy Gillespie[33],
- 1982 : lauréat du National Endowment for the Arts : nomination et récompensé en qualité de Jazz Master[4].
- 1989 : lauréat du Grammy Lifetime Achievement Award en reconnaissance de l'ensemble de son œuvre[34],[35],
- 1989 : récipiendaire de la National Medal of Arts décernée par le National Endowment for the Arts qui lui est remise de la main du Président George H.W. Bush[11],[36].
- 1990 : soirée d'hommage au John F. Kennedy Center for the Performing Arts[37].
- 1993 : lauréat du Prix Polar Music, décerné par la Stig Anderson Music Award Foundation[38].
- 1993 : cérémonie d'entrée à l'Oklahoma Jazz Hall of Fame (en)[39].
- 1995 : cérémonie d'inscription de son étoile sur le Hollywood Walk of Fame au 7057, Hollywood Boulevard[40],[41].
- 2014 : cérémonie d'entrée au New Jersey Hall of Fame[42].

- L'astéroïde (5831) Dizzy est nommé en son honneur.

## Discographie
- 1946-1949 - Dizzy Gillespie - vol. 1/2
- 1948 - Pasadena and Pleyel Big Band Concerts
- 1948 - Pleyel Jazz Concert 1948 - (with Max Roach ∫ CD BMG International remasterisé en 1997
- 1950 - Bird & Diz
- 1951 - Dizzy Gillespie - The Champ
- 1952 - Dee Gee Days - The Savoy Sessions
- 1953 - At Massey Hall May 15, 1953
- 1953 - Pleyel Small Combo Concert
- 1953 - Diz & Getz
- 1954 - Afro
- 1954 - A Night in Tunisia
- 1956 - Modern Jazz Sextet (Verve)
- 1956 - For Musicians Only ou Swing Chez Les 3 Grands (incluant le morceau Bebop)
- 1957 - Sittin' In
- 1957 - At Newport (Verve)
- 1957 - Sonny Side Up (Verve) avec Sonny Rollins et Sonny Stitt
- 1957 - The Greatest Trumpet Of Them All
- 1958 - Jazz sur la Croisette (compilation avec Dizzy Gillespie lors du Jazz festival de Cannes 1958,- (INA Mémoire vive / Abeille Musique)
- 1959 - The Ebullient Mr Gillespie
- 1959 - Have Trumpet, Will Excite! (Verve)
- 1960 - A Portrait Of Duke Ellington
- 1961 - The Dizzy Gillespie Big Band Live At Canergie Hall
- 1961 - Gillespiana, composé et arrangé par Lalo Schifrin
- 1961 - An Electrifying Evening with the Dizzy Gillespie Quintet
- 1961 - A Musical Safari, featuring Lalo Schifrin
- 1962 - The New Continent, composé et arrangé par Lalo Schifrin
- 1962 - Dizzy on the French riviera (avec Elek Bacsik)
- 1961 - New Wave, featuring Lalo Schifrin
- 1964 - Jambo Caribe
- 1965 - Gill Fuller and The Monterey Jazz Festival, featuring Dizzy Gillespie
- 1967 - Swing Low, Sweet Cadillac
- 1968 - The Dizzy Gillespie Reunion Big Band, 20th and 30 th anniversary, in Berlin 68
- 1971 - The Real Thing
- 1971 - The Giants Of Jazz, live at the Victoria Theatre in London
- 1974 - Dizzy's Big 4 (Pass, Brown, Roker)
- 1974 - Dizzy Gillespie no Brasil com Trio Mocotó
- 1975 - Trumpet Kings at the Montreux Jazz Festival 1975
- 1977 - Free Ride, composé et arrangé par Lalo Schifrin

## Culture populaire
En 1985, dans son titre La Boîte de Jazz, composé comme un hommage aux grands jazzmen américains, le chanteur français Michel Jonasz mentionne le nom de Dizzy Gillespie.
Dizzy Gillespie apparaît comme personnage du film d'animation hispano-britannique Chico et Rita (2011).